# Saint-Euphraise-et-Clairizet

Saint-Euphraise-et-Clairizet este o comună în departamentul Marne, Franța. În 2009 avea o populație de 211 de locuitori.